# クルーズ (企業)
クルーズ株式会社（英: CROOZ, Inc.）は、東京都渋谷区に本社を置き、インターネットサービスを提供する日本の企業。過去にはモバイルゲームの開発・運営も行っていた。

## 沿革
2001年、小渕宏二によってITサービス事業会社として有限会社ウェブドゥジャパンが設立された。設立当初は業務請負事業をメインとしていたが、翌2002年より携帯コンテンツの受託開発事業の展開を開始し、『熱血硬派くにおくん』シリーズをはじめとしたモバイル公式コンテンツプロバイダーとしてのサービス提供を行うようになった。2003年には本社を東京都千代田区麹町へと移転した。2004年に入るとモバイル広告事業を展開し、モバイル端末向けロボット型検索エンジン『CROOZ!』やケータイ専用ブログサービス『CROOZblog』の提供を開始した。2007年、大阪証券取引所の新興企業向け市場ヘラクレスに株式を上場し、ソーシャルゲーム事業の展開を始めた。2009年、クルーズ株式会社へ商号変更し、東京都港区六本木へ本社を移転した。
過去に、2012年に株式会社ディー・エヌ・エーが提供するMobageプラットフォームにてソーシャルゲームの提供をはじめ、2014年からはネイティブタイトルを提供する。
2012年からはファストファッション通販サイト『SHOPLIST.com by CROOZ』 をスタートし、サービス開始から8年で売上高約250億円まで成長。
2018年5月10日にグループ経営への移行を決定した。2022年、東京証券取引所の市場区分見直しに伴い、スタンダード市場に移行。本社を東京都渋谷区恵比寿へ移転した。また、GameFi分野への参入を表明し、ブロックチェーンゲームの企画・開発を開始し、2023年『PROJECT XENO』をリリースした。
2025年6月2日をもってCROOZ Blockchain Labの解散および清算、ならびにStudioZ株式のboatへの譲渡を完了し、ゲーム事業より完全に撤退した。なお『PROJECT XENO』の企画・開発・運営権はStudioZへ移譲済みとしている。

## 事業拠点
- 本社（東京都渋谷区恵比寿）

### グループ会社
- CROOZ SHOPLIST株式会社(ファッション通販 SHOPLIST.com by CROOZ の企画、開発、運営）
- ランク王株式会社（比較サイトランク王の企画、運営）

過去のグループ会社
- StudioZ株式会社（スマートフォン向けゲームの企画、開発、運営）- 2025年6月2日付でboatへ全株式譲渡
- CROOZ Blockchain Lab株式会社（ブロックチェーンゲームの企画、運営、開発）- 2025年6月2日付で解散・清算

## ゲームサービス (過去)

### ソーシャルゲーム
- 熱血硬派くにおバトル（2010年配信）
- 天下統一オンライン（2010年配信）
- 究極×進化!戦国ブレイク（2011年配信）
- ルパン三世　決戦カードバトル（ForGroove 株式会社より2012年配信）
- HUNTER×HUNTER　バトルコレクション（ForGroove 株式会社より2012年配信）
- 神魔×継承！ラグナブレイク（2012年配信）
- Deity Wars （CROOZ Asia Pte. Ltd. より2012年配信）
- 仲間×奇跡!シュート!（2012年配信）
- みんなと 鬼武者 カードマスター（2013年配信、共同開発：株式会社カプコン）[5]
- アヴァロンの騎士（2012年配信）
- ラグナブレイク・サーガ（2013年配信）
- 連携×討伐!ドラゴンブレイク（2013年配信）
- 天上乱世　戦 -IKUSA-（2014年配信）
- IS<インフィニット･ストラトス> ブレイジング･メモリー（Mobageにて2015年配信）
- 三国志 蒼天の戦地 (2016年配信、カードバトル、配信：gloops)

### ネイティブゲーム
- ACR DRIFT（2014年配信、レーシングゲーム）
- モンスターエッグアイランド（2014年配信、パズルゲーム）
- BALLOON KINGDOM（2014年配信、アクションゲーム）
- Battlefront Heroes（2014年配信、ストラテジーゲーム、開発：Gosu Group Ltd.）[6]
- Breakin' Grounds（2014年配信、ストラテジーゲーム）
- Miniscape City（2014年配信、シミュレーションゲーム）
- Shanty Party（2014年配信、パズルゲーム）
- Warhammer 40,000 Horus Heresy: Drop Assault（2014年配信配信、ストラテジーゲーム、開発：Complex Games Inc.）[7]
- 左右無雙（英: Thumb Fighters）（CROOZ Korea Corporationより2014年配信、アクションゲーム）
- カードキング：ドラゴンウォーズ（英: Card King : Dragon Wars）（2015年配信、トレーディングカードゲーム）
- Poppin' Juicy（2015年配信、パズルゲーム）
- NARUTO -ナルト- 忍コレクション 疾風乱舞（2015年配信、ランナーゲーム、開発を担当、配信：グリー株式会社）
- ファイナルファンタジーグランドマスターズ（2015年配信、オンラインRPG、開発を担当、配信：株式会社スクウェア・エニックス）
- エレメンタルストーリー（英: Elemental Story）（2015年配信、RPG）※StudioZ開発・運営。2025年6月2日付でboatへIP移譲
- デジモンリンクス (2016年配信、育成バトル、配信：バンダイナムコエンターテインメント)
- アヴァロンΩ (2016年配信、リアルタイムギルドバトルRPG)
- ホップステップジャンパーズ（2018年配信、ジャンピングARPG）

## コマース事業
- SHOPLIST.com by CROOZ（ファストファッションのショッピングサイト、2012年にサービス開始）
- SHOPZONE by CROOZ（ファストファッションのショッピングサイト、2017年にサービス開始）※SHOPLISTへの統合
- TRAVELIST by CROOZ（格安航空券販売・比較サイト、2017年にサービス開始）※2020年2月事業譲渡
- Reward by CROOZ（ユーズドブランド品のショッピングサイト、2014年にサービス開始）※サービス終了

## その他インターネットサービス・商品
- CodeNote（コーディネート検索サイト）

### CROOZ!ブログ / CROOZリアル
CROOZ!ブログは2005年にサービスを開始したケータイ向けブログサイトであった。2022年5月31日にサービスを終了した。
この CROOZ!ブログ においてもケータイ小説が登場し、幾つかが書籍化された:
- コップ『彼氏争奪戦』[9] 竹書房 2007年11月21日 ISBN 978-4812433201
- さやか『同じ空の下で』[9] 竹書房 2008年4月24日 ISBN 978-4812434512
- 舞『ドキドキ恋愛 上』『ドキドキ恋愛 下』[10] 竹書房 2008年10月28日 ISBN 978-4812436486 / ISBN 978-4812436493

2008年にはミニブログの CROOZリアル も登場していた。CROOZリアルは他の類似サービスと異なり、ホムペ（ホームページ）サービスを備えていないという特徴があった。しかしながらCROOZ!ブログ内に「つぶやき」があることから、CROOZリアルは2011年5月1日にサービスを終了した。